# Franz Köhler
Franz Johann Köhler (18 maart 1901 – 20 april 1982) was een Oostenrijks voetballer en voetbalcoach. In Nederland was hij tussen 1953 en 1956 de hoofdtrainer van Go Ahead.

## Interlandcarrière

### Oostenrijk
Op 10 oktober 2024 debuteerde Köhler voor Oostenrijk in een vriendschappelijke wedstrijd tegen Zweden (3–1).
| Interlands van Franz Köhler voor Oostenrijk | Interlands van Franz Köhler voor Oostenrijk | Interlands van Franz Köhler voor Oostenrijk | Interlands van Franz Köhler voor Oostenrijk | Interlands van Franz Köhler voor Oostenrijk | Interlands van Franz Köhler voor Oostenrijk |
| №                                           | Datum                                       | Wedstrijd                                   | Uitslag                                     | Soort wedstrijd                             | Doelpunten                                  |
| Als speler bij Brigittenauer AC             | Als speler bij Brigittenauer AC             | Als speler bij Brigittenauer AC             | Als speler bij Brigittenauer AC             | Als speler bij Brigittenauer AC             | Als speler bij Brigittenauer AC             |
| ------------------------------------------- | ------------------------------------------- | ------------------------------------------- | ------------------------------------------- | ------------------------------------------- | ------------------------------------------- |
| 1.                                          | 7 november 1926                             | Oostenrijk – Zweden                         | 3 – 1                                       | Vriendschappelijk                           | 0                                           |
| 2.                                          | 22 mei 1927                                 | Oostenrijk – België                         | 4 – 1                                       | Vriendschappelijk                           | 0                                           |
| 3.                                          | 29 mei 1927                                 | Zwitserland – Oostenrijk                    | 1 – 4                                       | Vriendschappelijk                           | 0                                           |

## Erelijst
Slavia Sofia
| Nationaal     |    |                           |
| Landskampioen | 3x | 1938/39, 1940/41, 1942/43 |